# Malaysian Chinese Association

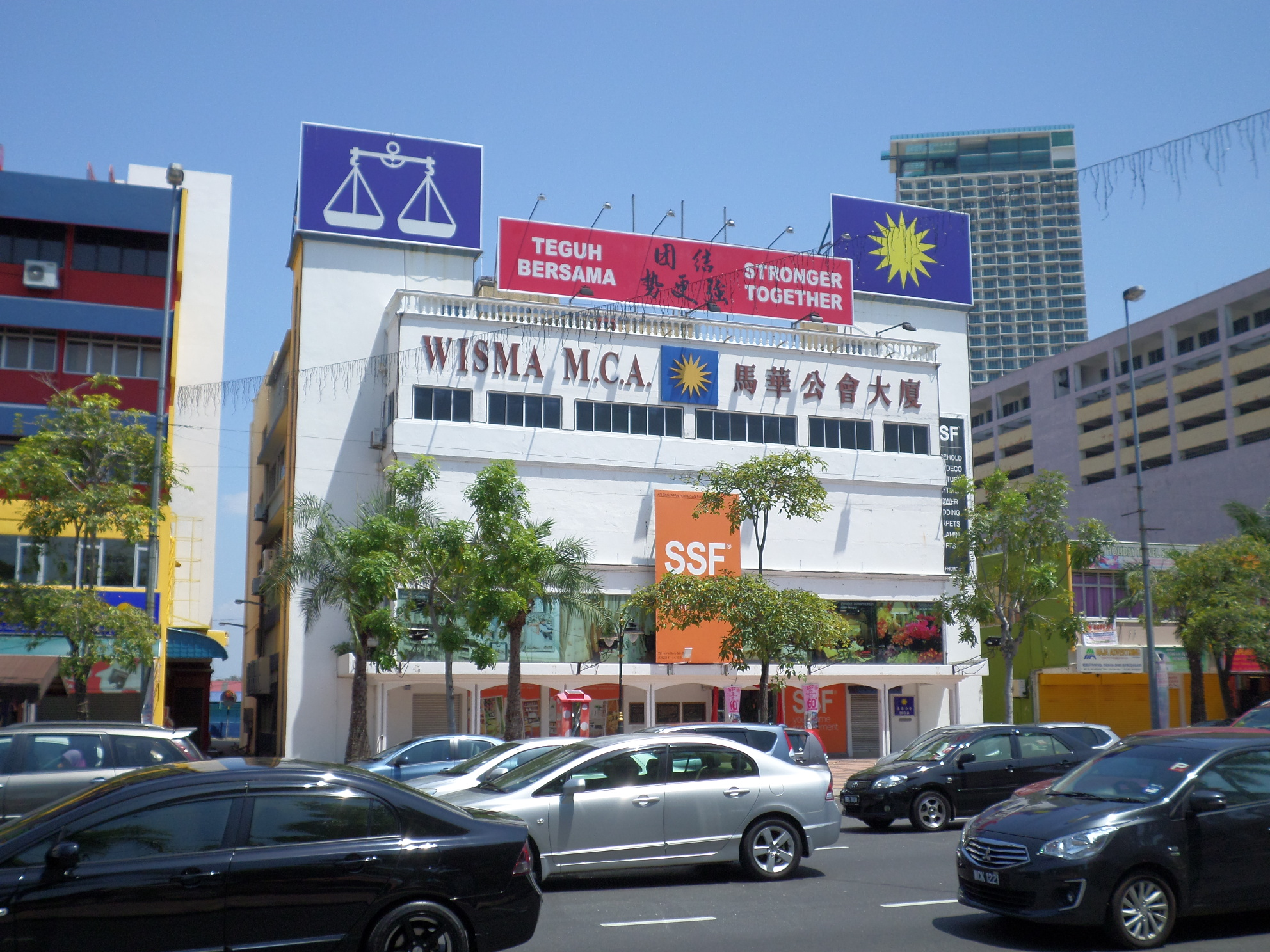
Malaysian Chinese Association In Malakka

Parteifahne

Die Malaysian Chinese Association (MCA; Chin. 马来西亚华人公会/Abkürzung: 马华公会; Mal. Persatuan China Malaysia) ist eine rechtskonservative politische Partei in Malaysia, die die chinesische Bevölkerungsgruppe vertritt. Sie ist als eine der drei großen Parteien der Koalition Barisan Nasional an der Regierung beteiligt. Der Parteivorsitzende ist Wee Ka Siong.

## Einfluss
Zusammen mit der größeren United Malays National Organisation und dem kleineren Malaysian Indian Congress hat die MCA einen großen Einfluss auf die Politik des Landes.
Mit der zu der Partei gehörenden Holding-Gesellschaft Huaren Holdings kontrolliert sie auch fünf Zeitungen: The Star, Malaysias meistverkaufte Zeitung, Sin Chew Ji Poh, die meistverkaufte chinesische Zeitung und die kleinere chinesische Zeitungen China Press, Nanyang Siang Pau und Guang Ming.
Bei der Wahl im Jahr 2004 gewann die Partei 15,5 % der Stimmen und damit 31 der 219 Sitze im malaysischen Parlament. Bei der Wahl 2008 gewann sie 10,3 % der Stimmen und damit 15 der 222 Sitze.

## Gründung
Die MCA wurde am 27. Februar 1949 aus dem Bedürfnis heraus gegründet, die Chinesen in Malaya vor der Repatriierung zu bewahren, die seit der überwiegend von Chinesen unterstützten kommunistischen Revolte von den Briten vorangetrieben wurde.
Die Funktionen der MCA gingen schon von Anfang an über die einer politischen Partei weit hinaus: Von ihr wurden Wohnhäuser gebaut, humanitäre Hilfe geleistet, die Entwicklung von neuen Dörfern und die Bildung gefördert.

## Liste der Parteivorsitzenden
- Tun Tan Cheng Lock (27. Februar 1949 – März 1958)
- Tun Lim Chong Eu (März 1958 – Juli 1959)
- Cheah Toon Lok (Juli 1959 – November 1961)
- Tun Tan Siew Sin (November 1961 – April 1974)
- Tan Sri Lee San Choon (April 1974 – März 1983)
- Datuk Neo Yee Pan (Acting) (März 1983 – November 1985)
- Tan Koon Swan (November 1985 – September 1986)
- Tun Ling Liong Sik (September 1986 – Mai 2003)
- Datuk Seri Ong Ka Ting (Mai 2003 – März 2010)
- Datuk Seri Chua Soi Lek (März 2010 – Dezember 2013)
- Datuk Seri Liow Tiong Lai (Dezember 2013 – September 2018)
- Datuk Seri Wee Ka Siong (ab November 2018)